# 赣县区
赣县区是中国江西省赣州市所辖的一个市辖区，位於江西省南部、贛州市中部，贛江上游，東鄰于都縣、安遠縣，南接信豐縣，西連章貢區、南康區，北與興國縣、吉安市萬安縣接壤、區人民政府駐梅林镇灌嬰路1號。
贛縣區因《山海經》所記“南方有贛巨人”而得名“贛縣”，境域形似人耳狀，風景優美，景色宜人，被譽為“客家搖籃”、“千里贛江第一縣”、“中國板鴨之鄉”；總面積2993.09平方千米，佔贛州市總面積的7.6%，佔江西省總面積的1.8%。

## 历史沿革
2016年10月11日确认赣县撤县设区已经获批，区名未公布；15日确认改名为赣县区，编号为国函〔2016〕156号。

## 行政区划
赣县区下辖12个镇、7个乡：
梅林镇、王母渡镇、沙地镇、江口镇、田村镇、南塘镇、茅店镇、吉埠镇、五云镇、湖江镇、储潭镇、韩坊镇、阳埠乡、大埠乡、长洛乡、大田乡、石芫乡、三溪乡、白鹭乡和江西赣县经济开发区。

## 交通
- 铁路：京九铁路、赣龙铁路、赣瑞龍铁路、昌贛客運專線
- 公路： 323国道
- 水运：赣江

## 经济
较为落后，属国家级贫困县。

## 图集

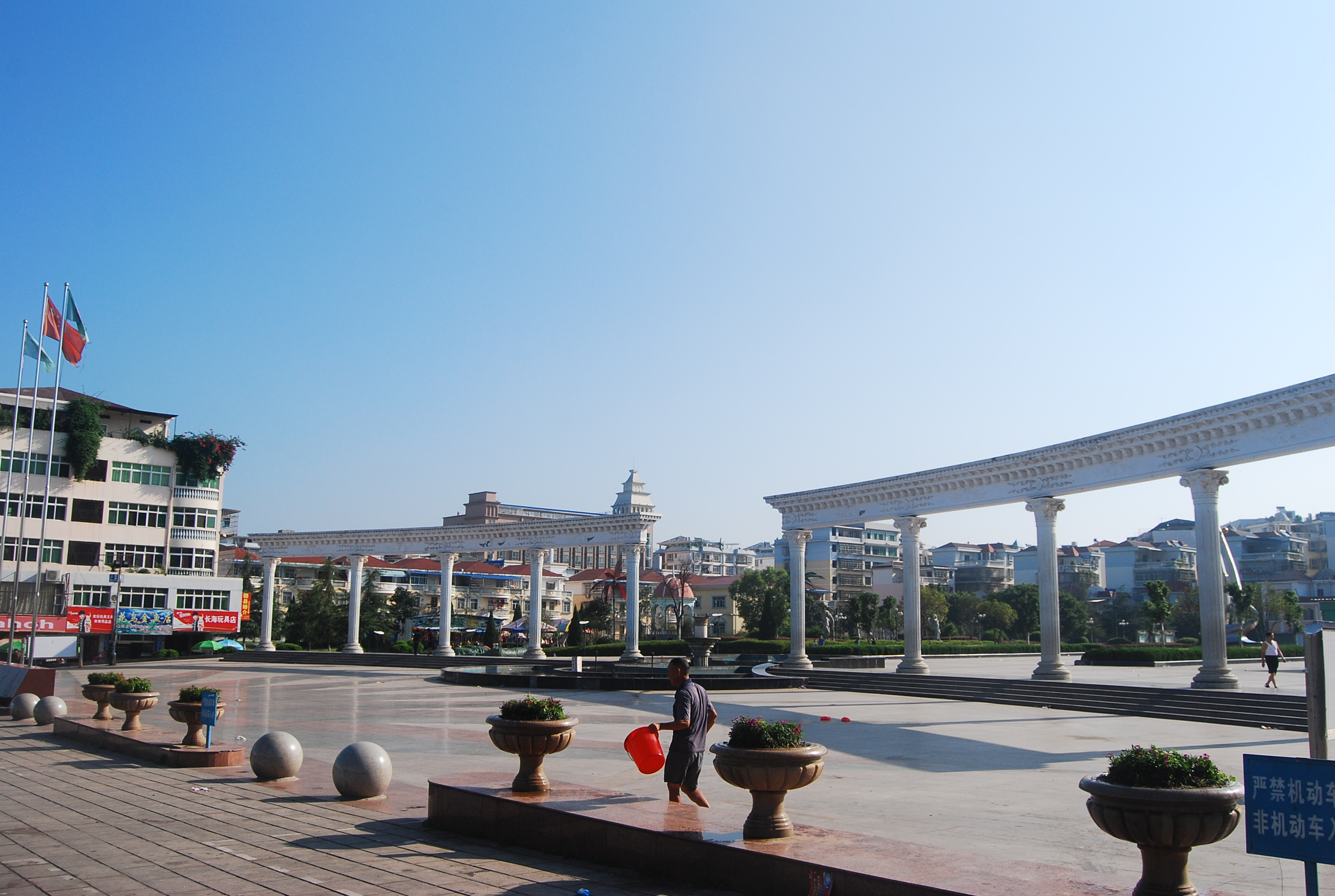
人民广场（摄于2011年）
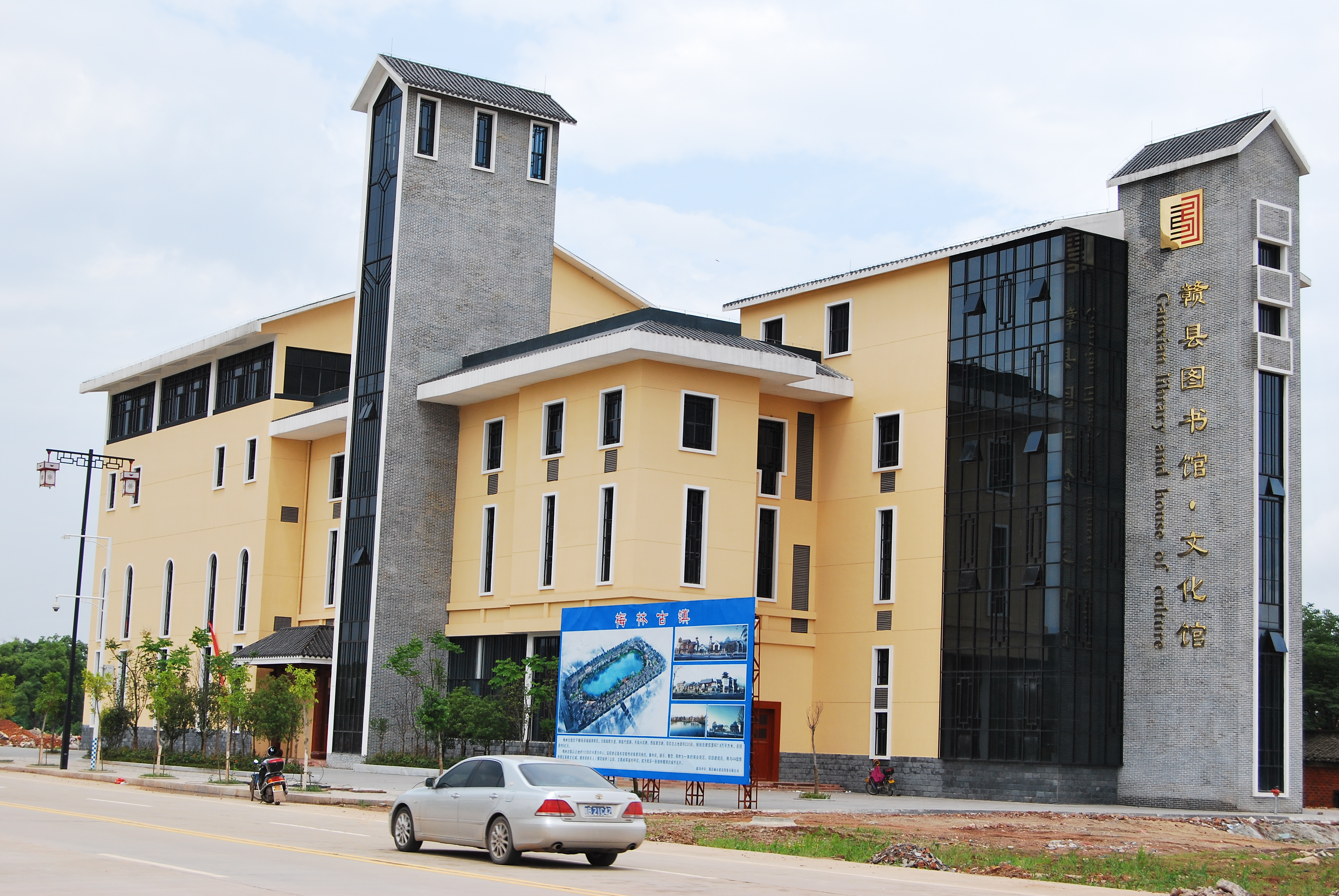
图书馆及文化馆
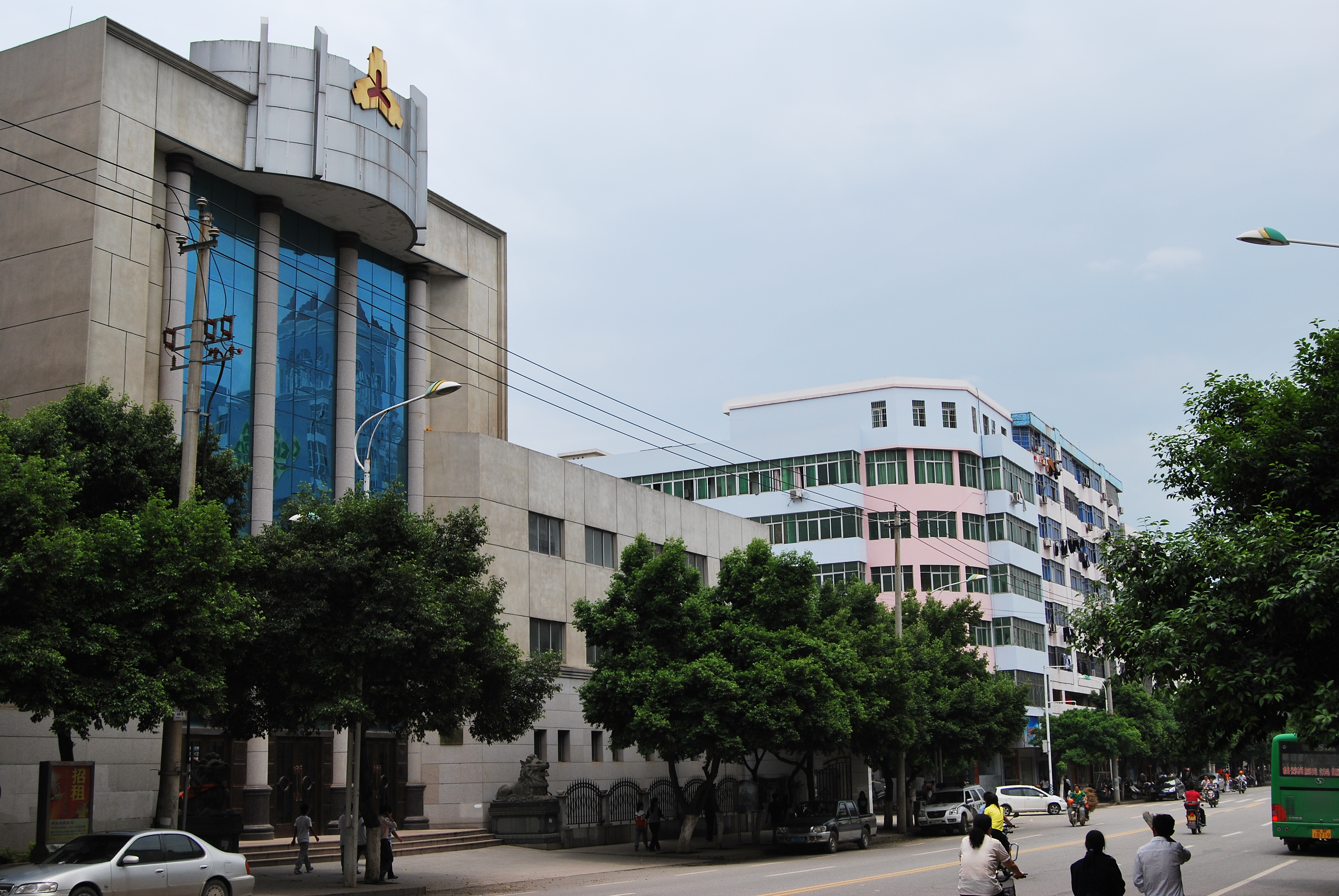
赣县人民银行
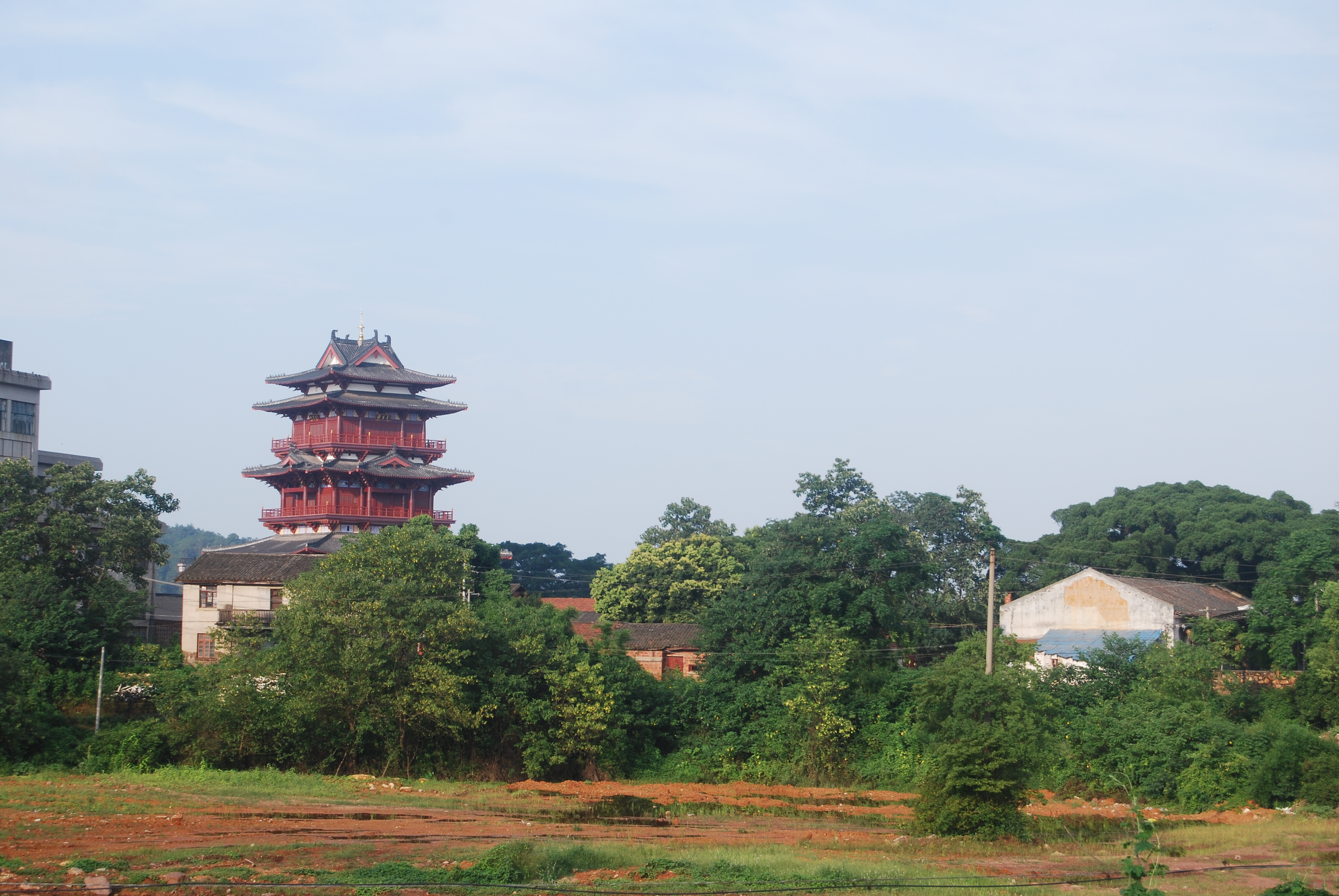
文昌阁